# Priča sa zapadne strane
Priča sa zapadne strane (eng. West Side Story) slavni je mjuzikl nastao po zamisli Jeromea Robbinsa, s glazbom Leonarda Bernsteina, tekstovima Stephena Sondheima i libretom Arthura Laurentsa. Radnja, nadahnuta Shakespeareovim djelom Romeo i Julija, smještena je sredinom 1950-ih u newyoršku četvrt Upper West Side, gdje se odvija sukob između dviju tinejdžerskih uličnih bandi: Jets (bijelci) i Sharks (doseljenici iz Portorika). U središtu je tragična ljubavna priča Tonyja, bivšeg člana Jetsa, i Marije, sestre vođe Sharksa, Bernarda.
Mjuzikl je poznat po ozbiljnim društvenim temama, složenoj glazbi te naglašenim plesnim scenama, što ga je učinilo prekretnicom u kazalištu. Praizveden je na Broadwayu 1957. pod režijom i koreografijom Jeromea Robbinsa, a bila je to prva Sondheimova predstava. Osvojio je dva od šest nominiranih Tonyja. Adaptacija u filmskom obliku 1961. godine osvojila je deset Oscara, uključujući onaj za najbolji film. Spielbergova verzija iz 2021. također je osvojila Oscara za najbolju sporednu žensku ulogu, a nominirana je i za najbolji film.

## Radnja

### Čin prvi
Dvije suparničke tinejdžerske bande, Jetsi (bijeli Amerikanci) i Sharksi (Portorikanci), bore se za prevlast u četvrti Upper West Side u New Yorku (Prolog). Policajci Krupke i poručnik Schrank upozoravaju ih da prestanu s borbama na njihovom području. Nakon što policija potjera Sharkse, Jetsi odlučuju izazvati Sharkse na odlučujući sukob. Njihov vođa, Riff, planira na lokalnom plesu izazvati Bernarda, vođu Sharksa, te želi da mu se pridruži njegov najbolji prijatelj Tony, bivši član bande. Dio Jetsa sumnja u Tonyjevu odanost, ali Riff ga uvjerava da je Tony još uvijek jedan od njih („Jet Song“). Tony prvo odbija poziv, ali Riff ga ipak nagovara te Tony osjeti da ga čeka nešto posebno („Something’s Coming“).
Maria radi u salonu vjenčanica s Anitom, djevojkom svog brata Bernarda. Nedavno je stigla iz Portorika kako bi se udala za China, Bernardova prijatelja, ali priznaje Aniti da ga ne voli. Anita joj šiva haljinu za ples te večeri.
Na plesu se Tony i Maria ugledaju preko plesnog podija i odmah se zaljube jedno u drugo, zanemarivši napetosti među bandama („Dance at the Gym“). Bernardo razdvaja sestru od Tonyja te je šalje kući. Riff i Bernardo dogovaraju detalje sukoba u Docovoj trgovini, neutralnom mjestu. Tony nakon plesa pronalazi Marijinu zgradu, pjeva joj pod prozorom („Maria“), te si oboje izjavljuju ljubav („Tonight“). U međuvremenu, Anita i druge djevojke Sharksa raspravljaju o životu u Americi i Portoriku („America“).
U Docovoj trgovini bande dogovaraju uvjete borbe. Tony predlaže poštenu tučnjavu bez oružja, na što vođe pristaju, unatoč protivljenju ostalih članova. Tony uvjerava Doca da njegova ljubav s Marijom nije ugrožena sukobom.
Jetsi u Docovoj trgovini nervozno čekaju Sharkse, a Riff ih pokušava smiriti („Cool”). Tony predlaže poštenu tučnjavu bez oružja, na što vođe pristaju, unatoč protivljenju ostalih članova. Tony Docu govori o svojoj ljubavi prema Mariji i uvjeren je da sve mora završiti dobro.
Sljedećeg dana, Maria je presretna zbog ljubavi prema Tonyju, ali od Anite doznaje za tučnjavu te moli Tonyja da je zaustavi. Tony pristaje, a zajedno sanjaju o zajedničkoj budućnosti („One Hand, One Heart”). Svi likovi u iščekivanju predstojećeg sukoba izražavaju svoje emocije („Tonight Quintet”). Kad se bande konačno susretnu, Tony pokušava spriječiti borbu, no situacija izmiče kontroli („The Rumble”): Bernardo ubija Riffa, Tony zatim u naletu bijesa ubija Bernarda. Nakon toga svi bježe od policije, osim Tonyja kojeg od sigurne tragedije spašava djevojka Anybodys. Na mjestu sukoba ostaju samo tijela Riffa i Bernarda.

### Čin drugi
Maria, ne znajući za tragični ishod tučnjave, veselo svojim prijateljicama priznaje da je zaljubljena („I Feel Pretty”). Ubrzo joj Chino javlja da je Tony ubio Bernarda. Maria, očajna, želi vjerovati da je to laž. Kad Tony dođe, ona ga prvo ljutito napada, ali mu brzo oprašta jer ga voli. Njih dvoje sanjaju o bijegu i boljem svijetu („Somewhere”).
Istovremeno, Jetsi A-Rab i Baby John izmiču policajcu Krupkeu te se sastaju s ostatkom bande. Kako bi se ohrabrili, ismijavaju policiju i odrasle koji ih ne razumiju („Gee, Officer Krupke”). Anybodys ih upozorava da Chino ima pištolj i traži Tonyja pa ga Jetsi odlučuju zaštititi.
U Marijinom stanu Anita shvaća da je Maria bila s Tonyjem. Bijesna zbog Bernardove smrti, Anita osuđuje Tonyja („A Boy Like That”), ali joj Maria priznaje dubinu svoje ljubavi („I Have a Love”). Anita shvaća da Maria voli Tonyja kao što je ona voljela Bernarda te je odluči podržati. Pristaje otići kod Doca upozoriti Tonyja, ali ondje je vrijeđaju i skoro siluju Jetsi. Ljutita, Anita iz osvete kaže Jetsima da je Chino ubio Mariju.
Kad Doc prenese Tonyju lažnu vijest, Tony, shrvan, traži China da ga ubije. U posljednjem trenutku ugleda živu Mariju, ali Chino ga tada upuca. Dok Tony umire u njezinom naručju, Maria tiho pjeva odlomak pjesme „Somewhere”. Bijesna i slomljena, optužuje sve okupljene za Tonyjevu smrt, no ipak odbija osvetu i baca oružje. Jetsi i Sharksi konačno shvaćaju besmislenost svoje mržnje i zajedno odnose Tonyjevo tijelo, praćeni ožalošćenom Marijom.

## Likovi
Jetsi
- Riff, lider
- Tony, Riffov najbolji prijatelj
- Diesel, Riffov zamjenik
- Action, A-Rab, Baby John, Big Deal, Gee-Tar, Mouthpiece, Snowboy, Tiger i Anybodys

Jetsove djevojke
- Velma, Riffova djevojka
- Graziella, Dieselova djevojka
- Minnie, Clarice i Pauline

Sharksi
- Bernardo, lider
- Chino, Bernardov najbolji prijatelj
- Pepe, Bernardov zamjenik
- Indio, Luis, Anxious, Nibbles, Juano, Toro i Moose

Sharksove djevojke
- Maria, Bernardova sestra
- Anita, Bernardova djevojka
- Rosalia, Consuelo, Teresita, Francisca, Estella i Marguerita

Odrasli
- Doc, vlasnik lokalne drogerije
- Schrank, rasistički poručnik policije
- Krupke, policajac iz kvarta i Schrankova desna-ruka
- Glad Hand, dobronamjerni socijalni radnik zadužen za ples

## Glumačka postava
| Lik         | Broadway        | West End        | Broadway Revival     | Broadway Revival   | Broadway Revival  |
| Lik         | 1957            | 1958            | 1980                 | 2009               | 2020              |
| ----------- | --------------- | --------------- | -------------------- | ------------------ | ----------------- |
| Tony        | Larry Kert      | Don McKay       | Ken Marshall         | Matt Cavenaugh     | Isaac Cole Powell |
| Maria       | Carol Lawrence  | Marlys Watters  | Josie de Guzman      | Josefina Scaglione | Shereen Pimentel  |
| Anita       | Chita Rivera    | Chita Rivera    | Debbie Allen         | Karen Olivo        | Yesenia Ayala     |
| Riff        | Michael Callan  | George Chakiris | James J. Mellon      | Cody Green         | Dharon E. Jones   |
| Bernardo    | Ken LeRoy       | Ken LeRoy       | Héctor Jaime Mercado | George Akram       | Amar Ramasar      |
| Lt. Schrank | Arch Johnson    | Ted Gunther     | Arch Johnson         | Steve Bassett      | Thomas Jay Ryan   |
| Doc         | Art Smith       | David Bauer     | Sammy Smith          | Greg Vinkler       | Daniel Oreskes    |
| Krupke      | William Bramley | Hal Galili      | John Bentley         | Lee Sellars        | Danny Wolohan     |

## Glazbene numere
| - "Prologue" – Orkestar, plešu Jetsi i Sharksi - "Jet Song" – Riff i Jetsi - "Something's Coming" – Tony - "The Dance at the Gym" – Orkestra, plešu Jetsi i Sharksi - "Maria" – Tony - "Tonight" – Tony i Maria - "America" – Anita, Rosalia i Sharksove djevojke - "Cool" – Riff i Jets - "One Hand, One Heart" – Tony i Maria - "Tonight (Quintet & Chorus)" – Riff, Jets, Bernardo, Sharks, Anita, Tony i Maria - "The Rumble" – Orkestar, plešu Riff, Bernard, Sharksi i Jetsi | - "I Feel Pretty" – Maria, Rosalia, Teresita i Francisca - "Somewhere" – Consuelo, pleše Company - "Procession and Nightmare" – Tony, Maria i Ensemble - "Gee, Officer Krupke" – Action, Snowboy i Jetsi - "A Boy Like That/I Have a Love" – Anita i Maria - "Finale" – Tony, Maria i Company |

## Hrvatska izdanja

### 2003. – Zagreb
Mjuzikl je praizveden u Hrvatskoj 25. listopada 2003. godine na pozornici Hrvatskoga narodnog kazališta u Zagrebu.
Predstava je nastala u suradnji s češkim redateljem Stanislavom Mošom, dok je dirigent bio Thomas Conlin, učenik Leonarda Bernsteina. Koreografiju potpisuje Igor Barberić, scenografiju Hans Georg Schäfer, a kostimografiju Danica Dedijer‑Marčić.
Pjesme su izvedene na izvornom engleskom jeziku, dok su dijalozi bili prevedeni na hrvatski u prijevodu Borivoja Radakovića, što je rezultiralo dvojezičnom izvedbom prilagođenom domaćoj publici.
U glavnim su ulogama nastupili:
- Đani Stipaničev kao Tony – u svojoj prvoj ulozi u HNK-u.
- Miljenka Grđan kao Maria.
- Martina Gojčeta-Silić kao Anita.
- Marko Mandir kao Bernardo i Dalibor Hanzalek kao Riff.

### 2023. – Zadar
U Zadru, 13. travnja 2023. mjuzikl je izveden u Hrvatskom narodnom kazalištu Zadar, kao rezultat međunarodnog edukativnog projekta koji je okupio više od pedeset mladih izvođača iz Hrvatske i Škotske. Predstava je bila prva produkcija tog mjuzikla u Zadru i izvedena je na engleskom jeziku. Projekt su vodili kazališni umjetnici iz Ujedinjenog Kraljevstva i Hrvatske.
Režiju i koreografiju potpisuje Kenny Christie, glazbena producentica bila je Carmelina Waghorn, uz suradnju Elinor Burns i Frasera McGlynna. Hrvatski tim činili su Patricija Gospić (Zadarski plesni ansambl), Domagoj Lindinger (Drama Plus), te producentica Dina Bušić (Grad Zadar). Scenografiju su izradili Darko Petković i John Čolak, svjetlo je oblikovao Frane Papić, a za zvuk je bio zadužen Saša Miočić. Kostime je osmislila Marija Šarić Ban, dok je predstavu fotografirao Željko Karavida.
Glumačka postava
U predstavi je sudjelovalo više od 50 mladih izvođača, u dobi od 14 do 24 godine.[nedostaje izvor]
- Tony – Leon Cerić
- Maria – Eva Faričić
- Anita – Antea Grgin
- Riff / Officer Krupke – Vito Sikirić
- Bernardo – Pablo Paić
- Chino / Pepe – Filip Kitić
- Anybodys – Sara Lisica
- Gladhand / Doc – Lana Šešelja
- Lieutenant Schrank – Lucian Šebljanić
- „Somewhere“ solistice – Lara Furdi, Magdalena Bušić, Mirjana Govorčin

Projekt je bio financiran sredstvima Grada Zadra i Grada Dundeeja (Škotska). U provedbi su sudjelovali: HNK Zadar, Koncertni ured Zadar, Drama Plus, Zadarski plesni ansambl i Kazalište lutaka Zadar. 

### 2025. – Rijeka
Mjuzikl je izveden u lipnju 2025. na pozornici Hrvatskoga narodnog kazališta Ivana pl. Zajca u Rijeci.
Glumačka postava
- Damir Kedžo / Neven Stipčić – uloge Tonyja
- Katarina Margaretić / Lucija Jelušić Šimatović – Maria
- Franka Batelić Ćorluka / Elena Brumini – Anita
- Ivan Čuić / Deni Sanković – Bernardo
- Devin Juraj / Dorian Stipčić – Riff
- Dino Antonić / Dario Dugandžić – Action
- Andrea Tich – A-Rab
- Filip Sever – Baby John
- Dario Dugandžić / Devin Juraj – Snow Boy
- Dorian Stipčić / Edi Ćelić – Diesel
- Mario Jovev – Big Deal
- Elena Brumini / Serena Ferraiuolo – Anybody
- Sonja Milovanov – Graziella
- Tea Rušin – Velma
- Yurika Kimura – Minnie
- Laura Orlić – Clarice
- Ivana Miletić – Jet Girl
- Deni Sanković / Petar Baljak – Chino
- Petar Baljak / Saša Matovina – Pepe
- Stefano Iagulli – Indio
- Samuele Taccone – Louis
- Ali Tabbouch – Anxious
- Jody Bet – Nibbles
- Leonard Cela – Juano
- Lorena Krstić / Ivana Miletić – Rosalia
- Aurora Cimino / Lorena Krstić – Consuela
- Serena Ferraiuolo / Aurora Cimino – Francisca
- Marta Kanazir – Teresita
- Ksenija Krutova – Estella
- Sephora Ferrillo – Marguerita
- Lovro Matešin – Lt. Schrank
- Marijan Padavić – Officer Krupke
- Denis Brižić – Doc
- Giuseppe Nicodemo – Glad Hand

Produkcija
Premijera je održana 14. lipnja 2025., uz reprize 17. i 20. lipnja. Predstava je nastala pod autorskim vođenjem Lee Mujića, koji potpisuje režiju i koreografiju . Valentin Egel bio je dirigent, a scenski dizajn potpisali su Aleksandra Ana Buković i Stefano Katunar. Predstava je uključivala velik ansambl izvođača Srpskog, dramskih i baletnih odjela HNK Zajc, te pratila izvornu strukturu mjuzikla uz hrvatski tekst glazbe i dijaloga.